# AACTA International Awards 2016
Die 5. Verleihung der australischen AACTA International Awards (englisch 5th AACTA International Awards), die jährlich von der Australian Academy of Cinema and Television Arts (AACTA) vergeben werden, fand am 29. Januar 2016 im Avalon Hollywood in Los Angeles statt. Sie ehrten die besten internationalen Filme des Jahres 2015 und sind so das Gegenstück zu den im Dezember 2015 stattgefundenen fünften AACTA Awards für australische Filme. Die Verleihung wurde am 31. Januar 2016 auf dem australischen Kabelsender Arena gezeigt.

## Übersicht
Die Nominierungen wurden am 5. Januar 2016 bekanntgegeben. Gegenüber der Verleihung aus dem Vorjahr gibt es keine Neuerungen. Mit fünf Nominierungen erhielt das Filmdrama Carol die meisten Nennungen, gefolgt von The Big Short mit vier. Ebenfalls mehrere Nominierungen erhielten Mad Max: Fury Road, Der Marsianer – Rettet Mark Watney, The Revenant – Der Rückkehrer, Steve Jobs (jeweils 3). The Danish Girl, Sicario und Spotlight (jeweils 2).
Carol und Mad Max: Fury Road gewannen jeweils zwei Auszeichnungen. Das Filmdrama war mit Cate Blanchett und Rooney Mara für die beste Haupt- und Nebendarstellerin erfolgreich. Der Endzeitfilm setzte sich beim besten Film und der besten Regie (George Miller) durch. Das beste Drehbuch ging an Tom McCarthy und Josh Singer für die Filmbiografie Spotlight. Als bester Hauptdarsteller wurde Leonardo DiCaprio für The Revenant – Der Rückkehrer und als bester Nebendarsteller Mark Rylance für Bridge of Spies – Der Unterhändler ausgezeichnet.

## Gewinner und Nominierte
| Film                               | N | A |
| ---------------------------------- | - | - |
| Carol                              | 5 | 2 |
| The Big Short                      | 4 | 0 |
| Mad Max: Fury Road                 | 3 | 2 |
| The Revenant – Der Rückkehrer      | 3 | 1 |
| Der Marsianer – Rettet Mark Watney | 3 | 0 |
| Steve Jobs                         | 3 | 0 |
| Spotlight                          | 2 | 1 |
| The Danish Girl                    | 2 | 0 |
| Sicario                            | 2 | 0 |

### Bester Film
Mad Max: Fury Road – Produktion: George Miller und Doug Mitchell
The Big Short – Produktion: Dede Gardner, Jeremy Kleiner und Brad Pitt
Carol – Produktion: Elizabeth Karlsen, Christine Vachon und Stephen Woolley
The Revenant – Der Rückkehrer (The Revenant) – Produktion: Steve Golin, Alejandro González Iñárritu, Arnon Milchan, Mary Parent und Keith Redmon
Spotlight – Produktion: Blye Pagon Faust, Steve Golin, Nicole Rocklin und Michael Sugar

### Beste Regie
George Miller – Mad Max: Fury Road
Todd Haynes – Carol
Alejandro González Iñárritu – The Revenant – Der Rückkehrer (The Revenant)
Adam McKay – The Big Short
Ridley Scott – Der Marsianer – Rettet Mark Watney (The Martian)

### Bestes Drehbuch
Tom McCarthy und Josh Singer – Spotlight
Alex Garland – Ex Machina
Drew Goddard – Der Marsianer – Rettet Mark Watney (The Martian)
Phyllis Nagy – Carol
Aaron Sorkin – Steve Jobs

### Bester Hauptdarsteller
Leonardo DiCaprio – The Revenant – Der Rückkehrer (The Revenant)
Steve Carell – The Big Short
Matt Damon – Der Marsianer – Rettet Mark Watney (The Martian)
Michael Fassbender – Steve Jobs
Eddie Redmayne – The Danish Girl

### Beste Hauptdarstellerin
Cate Blanchett – Carol
Emily Blunt – Sicario
Brie Larson – Raum (Room)
Saoirse Ronan – Brooklyn – Eine Liebe zwischen zwei Welten (Brooklyn)
Charlize Theron – Mad Max: Fury Road

### Bester Nebendarsteller
Mark Rylance – Bridge of Spies – Der Unterhändler (Bridge of Spies)
Christian Bale – The Big Short
Paul Dano – Love & Mercy
Benicio del Toro – Sicario
Joel Edgerton – Black Mass

### Beste Nebendarstellerin
Rooney Mara – Carol
Judy Davis – The Dressmaker
Jennifer Jason Leigh – The Hateful Eight
Alicia Vikander – The Danish Girl
Kate Winslet – Steve Jobs